# Ліззі Борден
Ліззі Ендрю Борден (англ. Lizzie Andrew Borden, 19 липня 1860 — 1 червня 1927) — американка, яку судили та виправдали у вбивстві сокирою її батька та мачухи 4 серпня 1892 року у Фолл-Рівері, штат Массачусетс. Незважаючи на виправдання, вона потрапила під остракізм з боку інших жителів і провела решту свого життя у Фолл-Рівер. Вона померла від пневмонії у віці 66 років, за кілька днів до смерті своєї старшої сестри Емми.
Вбивства та судовий процес у Борденах набули широкого розголосу в Сполучених Штатах і залишаються темою американської популярної культури, зображеної в численних фільмах, театральних постановках, літературних творах і народних віршиках навколо Фолл-Рівер.

## Раннє життя

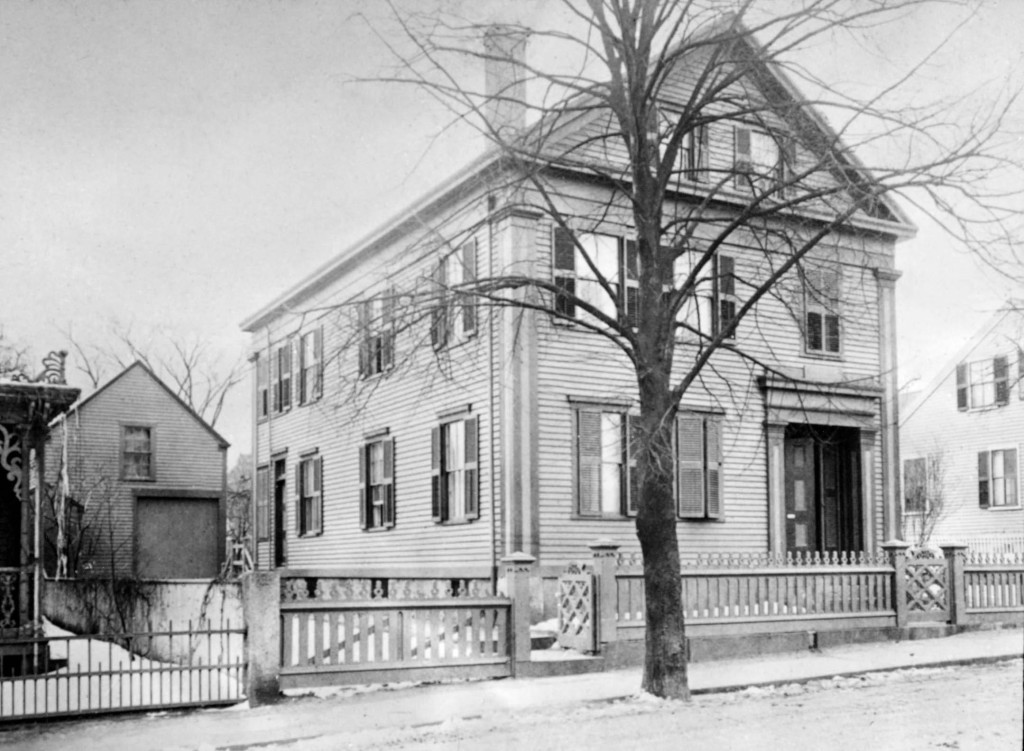
Будинок Борденів на Другій вулиці, 92 у Фолл-Рівері, Массачусетс. 1892 рік.

Ліззі Ендрю Борден народилася 19 липня 1860 року  у Фолл-Рівері, штат Массачусетс, у родині Сари Ентоні Борден (уроджена Морзе; 1823—1863) та Ендрю Джексона Бордена (1822—1892). Її батько, який мав англійське та валлійське походження, виріс у дуже скромному оточенні та в молодості мав фінансові труднощі, незважаючи на те, що був нащадком заможних і впливових місцевих жителів. Згодом Ендрю процвітав у виробництві та продажу меблів і скриньок, а потім став успішним забудовником. Він був директором кількох текстильних фабрик і володів значною комерційною власністю. Він також був президентом Union Savings Bank і директором Durfee Safe Deposit and Trust Co. На момент його вбивства його статок оцінювався в 300 000 доларів (10 000 000 доларів у 2024 році)..
Незважаючи на своє багатство, Ендрю був відомий своєю ощадливістю. Наприклад, у будинку Борденів не було внутрішньої сантехніки та електрики, хоча в той час це було звичайною рисою багатих людей. Будинок стояв у заможному районі, але найбагатші мешканці Фолл-Рівер, включаючи двоюрідних братів Ендрю, зазвичай жили в моднішому районі Хілл, який був далі від промислових районів міста.
Ліззі та її старша сестра Емма Ленора Борден (1851—1927) мали відносно релігійне виховання та відвідували Центральну конгрегаційну церкву. У молодості Ліззі брала активну участь у церковній діяльності, зокрема викладала у недільній школі для дітей недавніх іммігрантів до Сполучених Штатів. Вона брала участь у релігійних організаціях, таких як Товариство християнських зусиль, у якому вона служила секретарем-скарбником, і сучасних соціальних рухах, таких як Жіночий християнський союз тверезості. Вона також була членом Жіночої місії фруктів і квітів.
Через три роки після смерті матері Ліззі Ендрю одружився з Еббі Дарфі Грей (1828—1892). Пізніше Ліззі заявила, що вона називала свою мачуху «місіс Борден» і заперечувала, що у них були теплі стосунки; вона вірила, що Еббі вийшла заміж за її батька через його багатство. Бріджит Салліван (яку вони називали Меггі), 25-річна покоївка Борденів, яка іммігрувала до США з Ірландії, засвідчила, що Ліззі та Емма рідко їли разом зі своїми батьками.
У травні 1892 року між Ліззі та її батьком стався серйозний конфлікт — дівчина дізналася, що Ендрю зарубав сокирою голубів, для яких Ліззі збудувала невеликий будиночок на ділянці. Батько пояснив, що птахи забруднювали територію і залучали сусідських дітей, що створювало шум і метушню, яка заважала його роботі. Сімейна сварка в липні 1892 року спонукала обох сестер взяти тривалу відпустку в Нью-Бедфорді. Повернувшись до Фолл-Рівер, за тиждень до вбивств, Ліззі вирішила залишитися в місцевому квартирному будинку на чотири дні, перш ніж повернутися до будинку Борденів.
За кілька місяців до вбивства в родині Борденів зростала напруга, особливо через те, що Ендрю дарував нерухомість родичам Еббі. Після того, як сестра їхньої мачухи отримала будинок, сестри вимагали та отримали орендоване майно, будинок, у якому вони жили до смерті матері, який вони купили у свого батька за 1 долар. За кілька тижнів до вбивств вони продали майно своєму батькові за 5000 доларів (170 993 доларів у 2023 році). У ніч перед вбивством Джон Віннікум Морзе, дядько Ліззі та Емми по лінії матері, відвідав і був запрошений залишитися на кілька днів, щоб обговорити ділові питання з Ендрю, що призвело до припущень, що їхня розмова, зокрема про передачу майна, могла погіршити і без того напружену ситуацію.
За кілька днів до вбивства вся сім'я була тяжко хвора. Пізніше друг сім'ї припустив, що причиною стала баранина, яку залишили на плиті, щоб їсти її протягом кількох днів.

## Вбивства Ендрю та Еббі

### Четвер, 4 серпня 1892 року
Джон Морзе прибув увечері 3 серпня і спав ту ніч у кімнаті для гостей. Після сніданку наступного ранку, на якому були присутні Ендрю, Еббі, Морзе і Салліван, після чого Ендрю та Морзе пішли до вітальні, де вони говорили майже годину. Морзе пішов з дому близько 8:48 ранку і збираюся купити пару волів і відвідати свою племінницю у Фолл-Рівер, плануючи повернутися до дому Борденів на обід опівдні. На ранкову прогулянку Ендрю пішов десь після 9 ранку.
Хоча прибирання кімнати для гостей було одним із постійних обов'язків Ліззі та Емми, Еббі піднялася нагору десь о 9:00 ранку та о 10:30 застелила ліжко. . Згідно з висновками судово-медичної експертизи, під час нападу Еббі перебувала перед своїм убивцею. Спочатку її вдарили сокирою збоку по голові, який порізав її трохи вище вуха, змусивши її повернутись і впасти обличчям на підлогу. Її вбивця вдарив ще кілька разів, завдавши сімнадцять прямих ударів у потилицю, убивши жінку.
Коли Ендрю повернувся близько 10:30 ранку, його ключ не відчинив двері, тому він постукав. Салліван пішла відмикати двері; побачивши, що вони, вона вилаялася. Пізніше вона засвідчила, що відразу після цього почула, як Ліззі сміялася; вона не бачила Ліззі, але заявила, що сміх лунає з вершини сходів. Це вважалося важливим, оскільки на той час Еббі вже була мертва, і її тіло міг би побачити будь-хто на другому поверсі будинку.Пізніше Ліззі заперечила, що була нагорі, і засвідчила, що батько запитав її, де Еббі, на що вона відповіла, що посильний доставив Еббі повідомлення відвідати хворого друга.
Салліван заявила, що потім вона зняла з Ендрю чоботи та допомогла йому взути тапочки, перш ніж він ліг на диван, щоб подрімати, що суперечить фотографіям з місця злочину, на яких Ендрю був у чоботях. Вона засвідчила, що була у своїй кімнаті на третьому поверсі, відпочиваючи від миття вікон, коли незадовго до 11:10 ранку вона почула крик Ліззі знизу: «Меггі, йди швидше! Батько помер. Хтось увійшов і вбив його».
Ендрю впав на диван у вітальні внизу, отримавши десять чи одинадцять ударів зброєю, схожою на сокиру. Одне його око було чітко розділене надвоє, що свідчить про те, що під час нападу він спав. Його все ще кровоточиві рани свідчили про недавній напад. Доктор Боуен, сімейний лікар, прибув зі свого дому через дорогу та констатував смерть обох жертв.. Слідчі підрахували, що смерть Ендрю настала приблизно об 11:00 ранку.

### Розслідування
Перші відповіді Ліззі на запитання поліцейських часом були дивними та суперечливими. Спочатку вона повідомила, що почула стогін, або шкрябання, або сигнал лиха, перш ніж увійти в будинок. Через дві години вона сказала поліції, що нічого не чула, і увійшла в будинок, не усвідомлюючи, що щось не так. Коли її запитали, де її мачуха, вона розповіла, що Еббі отримала записку з проханням відвідати хвору подругу. Вона також заявила, що думала, що Еббі повернулася, і запитала, чи може хтось піднятися нагору і пошукати її. Салліван і сусідка місіс Черчілль були на півдорозі сходів, їхні очі були на рівні підлоги, коли вони зазирнули до кімнати для гостей і побачили Еббі, яка лежала обличчям у підлозі.
Більшість офіцерів, які опитували Ліззі, повідомили, що їм не подобається її «ставлення»; дехто казав, що вона була надто спокійною та врівноваженою. Незважаючи на її поведінку та зміну алібі, її не перевіряли на наявність плям крові. Поліція обшукала її кімнату, але це був поверхневий огляд; на суді вони визнали, що не провели належного обшуку, тому що Ліззі погано почувалася. Згодом їх критикували за недостатню старанність.
У підвалі правоохоронці виявили два топірці, дві сокири та лезо сокири із зламаною ручкою. Саме його запідозрили як знаряддя вбивства, оскільки розлом на рукоятці здавався свіжим, а попіл і пил на лазі, на відміну від інших знарядь у підвалі, здавалося, були навмисно нанесені, щоб виглядати так, ніби він деякий час був у підвалі. Однак жоден із цих інструментів з дому не винесли. Через таємничу хворобу, яка вразила домочадців перед вбивствами, молоко родини та шлунки жертв (вилучених під час розтину, проведеного в їдальні Борденів) перевіряли на отруту, але нічого не було знайдено. Ліззі запідозрили в купівлі в місцевій аптеці «синильної кислоти в розбавленому вигляді». Її захист полягав у тому, що вона запитувала про використання кислоти для чищення свого хутра, незважаючи на свідчення місцевого судово-медичного експерта, що вона не мала антисептичних властивостей.
Подруга Ліззі та Емми, Еліс Рассел, вирішила залишитися з сестрами на ніч після вбивства, а Морс провів ніч у кімнаті на горищі, всупереч пізнішим розповідям, що він спав у кімнаті на місці вбивства.. Поліція була розміщена навколо будинку в ніч на 4 серпня, під час якої офіцер сказав, що бачив, як Ліззі увійшла до підвалу із Рассел, несучи гасову лампу та відро для помиїв. . Він заявив, що бачив, як обидві жінки вийшли з підвалу, після чого Ліззі повернулася одна; хоча він не міг бачити, що вона робила, він заявив, що здавалося, що вона схилилася над раковиною.
5 серпня Морзе покинув будинок Борденів і став жертвою натовпу сотень людей; поліції довелося супроводжувати його назад до будинку. Наступного дня поліція провела більш ретельний обшук будинку, оглянувши одяг сестер і вилучивши лезо сокири зі зламаною ручкою. Того вечора поліцейський і мер відвідали будинок, і Ліззі повідомили, що вона підозрюється у вбивствах. Наступного ранку Рассел увійшов на кухню й побачив, що Борден розриває сукню. Вона пояснила, що збиралася спалити її, бо вона була у фарбі. Втім, так і не було встановлено, чи це була сукня, в якій Ліззі була в день вбивства.

### Дізнання
Ліззі з'явилася на дізнанні 8 серпня. Її прохання про присутність сімейного адвоката було відхилено згідно зі статутом штату, який передбачає, що розслідування має проводитися закрито. Їй прописували регулярні дози морфіну, щоб заспокоїти нерви, і, можливо, це вплинуло на її свідчення. Її поведінка була непостійною, і вона часто відмовлялася відповідати на запитання, навіть якщо відповідь була б для неї вигідною. Вона часто суперечила сама собі й по черзі розповідала про ранок, про який йде мова, наприклад, кажучи, що вона була на кухні й читала журнал, коли її батько прийшов додому, потім сказала, що була в їдальні й прасувала, а потім сказала, що спускалася сходами.
11 серпня Ліззі було вручено ордер на арешт і ув'язнено. Свідчення на дізнанні пізніше було визнано неприйнятними на суді в червні 1893 року. У тогочасних газетних статтях зазначалося, що Ліззі мала «неухильну поведінку» і «закусила губи, почервоніла та нахилилася до адвоката Адамса». Також повідомлялося, що свідчення, надані під час слідства, «спричинили зміну думки серед її друзів, які до цього часу рішуче стверджували про її невинність». Розслідування привернуло значну увагу преси по всій країні, включаючи тристорінковий опис у The Boston Globe. Велике журі розпочало слухання доказів 7 листопада, а обвинувачення Борден було висунуто 2 грудня.

### Суд і виправдання

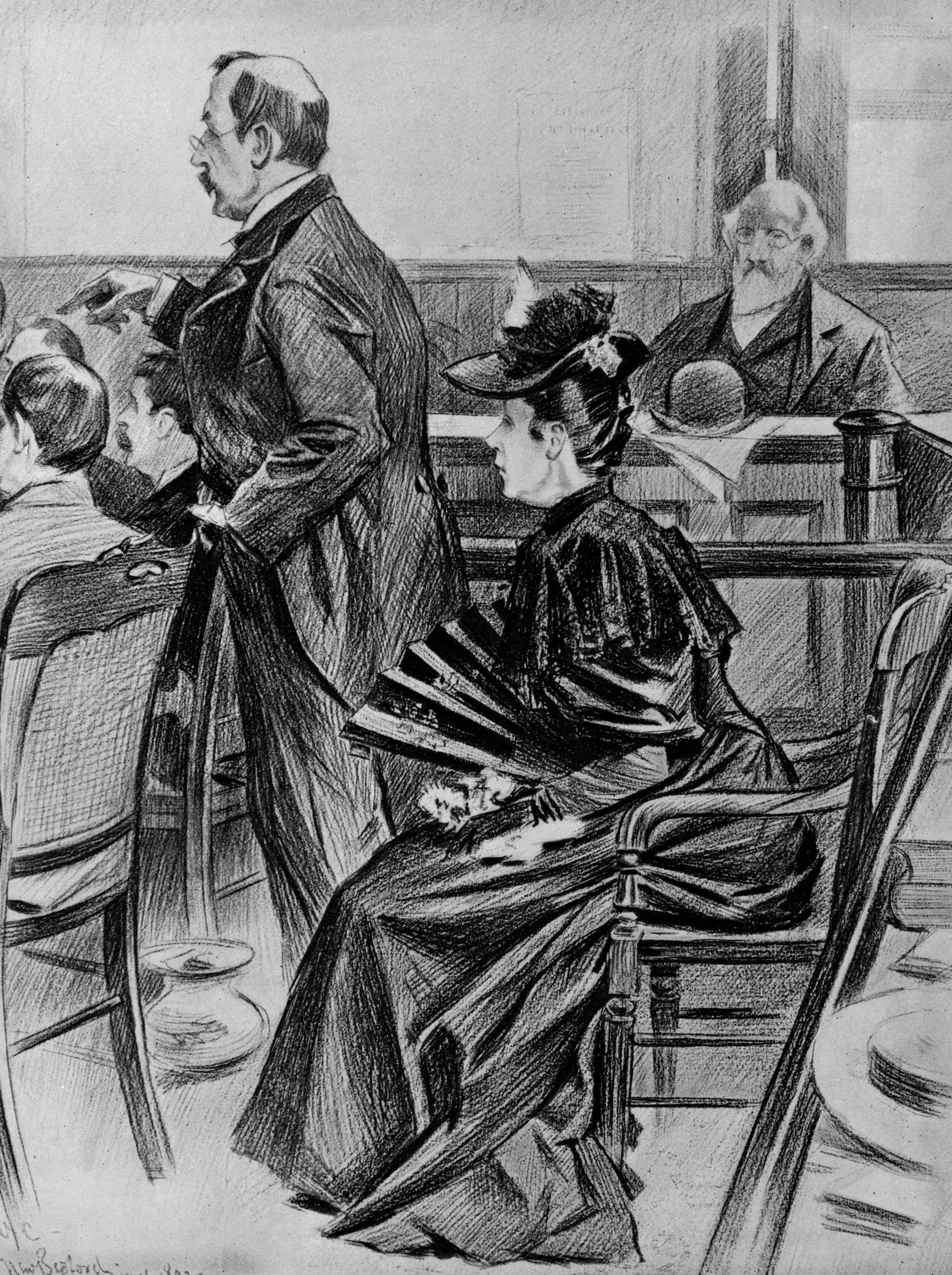
Ліззі Борден під час суду, художник Бенджамін Вест Клайндінст

Суд над Ліззі відбувся в Нью-Бедфорді 5 червня 1893 року. Обвинувачами були Осія М. Ноултон і майбутній суддя Верховного суду Сполучених Штатів Вільям Г. Муді, а захищали дівчину Ендрю В. Дженнінгс Мелвін О. Адамс і колишній губернатор Массачусетса Джордж Д. Робінсон.
За п'ять днів до початку суду, 1 червня, у Фолл-Рівер сталося ще одне вбивство із застосуванням сокири. Цього разу жертвою стала Берта Манчестер, яку знайшли зарубаною на своїй кухні. Подібність між вбивствами в Манчестері та Бордені була разючою, і її відзначили присяжні. . Хосе Корреа де Мелло, португальський іммігрант, пізніше був засуджений за вбивство в Манчестері в 1894 році, і було визначено, що він не перебував поблизу Фолл-Рівер під час вбивств Борденів.
Важливим предметом обговорення під час судового процесу та його висвітлення в пресі було знайдене в підвалі лезо сокири, яке не було переконливо доведена обвинуваченням як знаряддя вбивства. Прокурори стверджували, що вбивця вийняв ручку, оскільки вона була в крові. Один офіцер засвідчив, що біля леза сокири було знайдено ручку сокири, але інший офіцер заперечив це. Хоча на місці події не було знайдено закривавленого одягу, Рассел засвідчила, що 8 серпня 1892 року вона була свідком того, як Ліззі спалила сукню в кухонній печі, сказавши, що вона була зіпсована фарбою. Під час судового засідання сторона захисту жодного разу не намагалася оскаржити цю заяву.

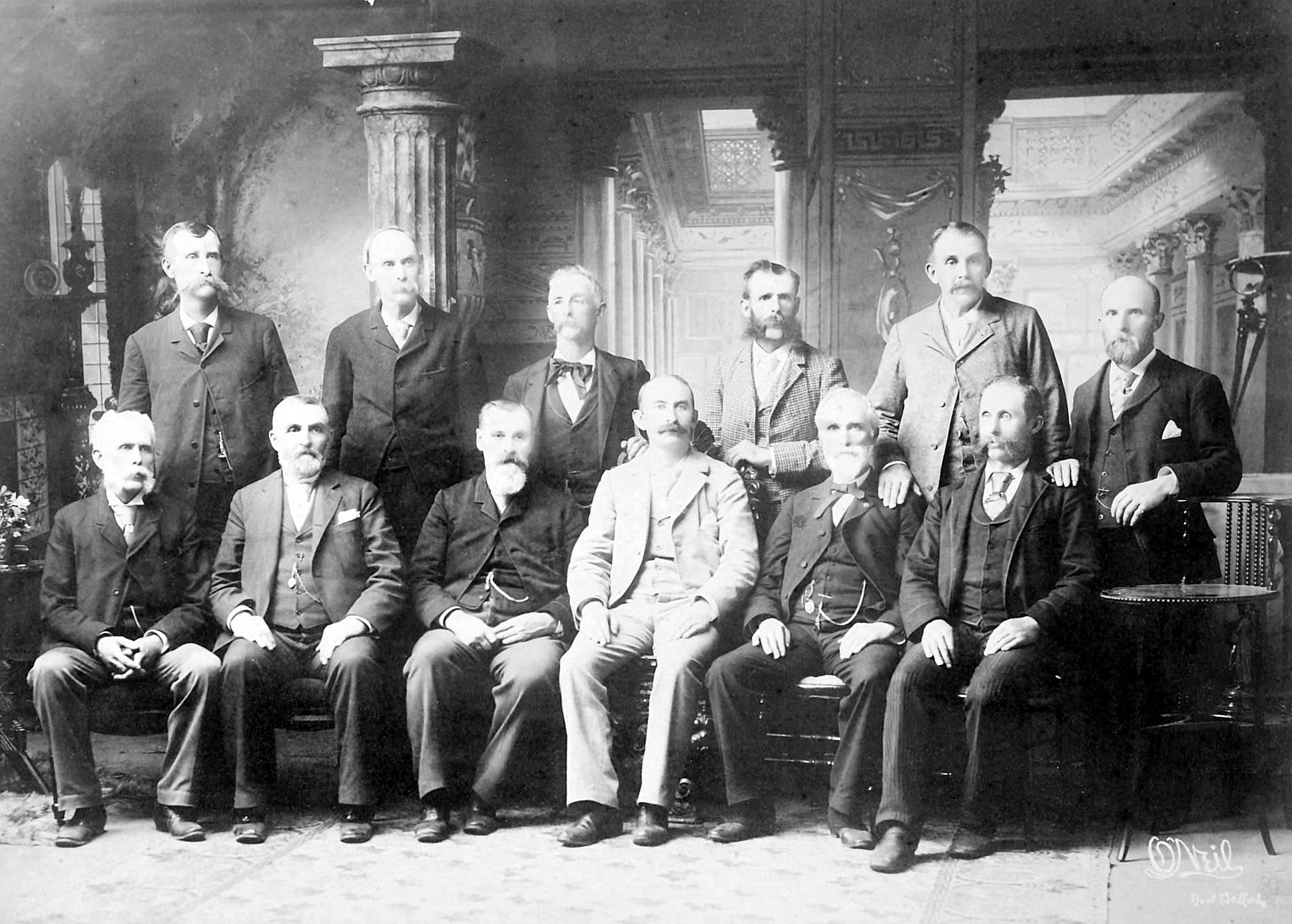
Журі суду, яке виправдало Борден, 1893 рік.

Присутність Ліззі вдома також була предметом суперечок під час суду; згідно зі свідченнями, Салліван зайшла на другий поверх близько 10:58 і залишила Ліззі та її батька внизу. Ліззі розповіла кільком людям, що в цей час вона пішла в сарай і не була в будинку «двадцять хвилин або, можливо, півгодини»  . Свідом Гайман Любінскі свідчив, що він бачив, як Ліззі виходила з сараю об 11:03 ранку, і Чарльз Гарднер підтвердив час. Об 11:10 ранку Ліззі покликала Салліван вниз і сказала їй, що Ендрю вбили, наказавши не входити в кімнату; натомість Ліззі послала її за лікарем.
Голови обох жертв були видалені під час розтину, а черепа були прийняті як доказ під час судового розгляду та представлені 5 червня 1893 року. Побачивши їх у залі суду, Ліззі знепритомніла. Були виключені докази того, що вона намагалася придбати синильну кислоту (ціаністий водень), нібито для чищення плаща з тюленячої шкіри, у місцевого аптекаря за день до вбивства. Суддя постановив, що інцидент був надто віддаленим у часі, щоб мати будь-який зв'язок.
Головуючий суддя Джастін Дьюї, призначений Робінсоном, коли той був губернатором, представив присяжним довге резюме, перш ніж воно було відправлено на обговорення 20 червня 1893 року. Після півторагодинних нарад присяжні виправдали Ліззі Борден у вбивствах. Вийшовши з будівлі суду, вона сказала журналістам, що вона «найщасливіша жінка в світі».
Цей судовий процес порівнюють із пізнішими судовими процесами над Бруно Гауптманом, Етель і Юліусом Розенбергами та О. Дж. Сімпсоном як віху в публічності та суспільному інтересі в історії американських судових процесів.

### Теорії щодо ймовірного вбивці

#### Ліззі Борден
Хоча Ліззі була виправдана на суді, вона залишалася головною підозрюваною у вбивстві свого батька й мачухи. У 1967 році письменниця Вікторія Лінкольн припустила, що вона могла скоїти вбивства, перебуваючи в стані фуги. Іншим відомим припущенням було те, що її батько піддавав фізичному та сексуальному насильству, що змусило її вбити його. Існує мало доказів на підтримку цього аспекту, але інцест не є темою, яка б обговорювалася в той час, а методи збору речових доказів були недостатніми в 1892 році. Це переконання висловлювалося в місцевих газетах під час вбивств і було переглянуто вченим Марсією Карлайл у есе 1992 року.
Письменник Еван Гантер, більш відомий як Ед Макбейн, у своєму романі «Ліззі» 1984 року припустив, що Ліззі скоїла вбивства після того, як її спіймали на побаченні з Салліван. Макбейн уточнив свої припущення в інтерв'ю 1999 року, припускаючи, що Еббі спіймала обох разом і відреагувала з жахом і огидою, і що Ліззі вбила Еббі свічником. Вона зізналася Ендрю, коли він повернувся додому, але вбила його в люті сокирою, коли він відреагував так само, як Еббі. Крім того, він припустив, що Салліван викинула сокиру десь пізніше.
У наступні роки ходили чутки, що Ліззі була лесбійкою, але не було таких припущень щодо Салліван, яка пізніше вийшла заміж за чоловіка, з яким познайомилась, працюючи покоївкою в Б'ютті, штат Монтана. Салліван померла у цьому ж місті в 1948 році. Нібито вона дала своїй сестрі присмертне зізнання, в якому заявила, що змінила свої свідчення на суді, щоб захистити Ліззі.

#### Джон Морзе
Іншим значним підозрюваним є Джон Морзе, дядько Ліззі по материнській лінії, який рідко зустрічався з родиною після смерті його сестри, але ночував у будинку в ніч перед вбивством; згідно з даними правоохоронних органів, він надав «абсурдно ідеальне та надто детальне алібі на час смерті Еббі Борден». Деякий час поліція вважала Морзе підозрюваним.

#### «Вільям Борден»
Чоловіка на ім'я Вільям Борден, підозрюваного як позашлюбного сина Ендрю, відзначив як можливого підозрюваного письменник Арнольд Браун, який припустив, що Вільям безуспішно вимагав гроші у свого ймовірного батька . Письменник Леонард Ребелло після обширних досліджень Вільяма довів, що він не був сином Ендрю.

#### Емма Борден
Хоча Емма мала алібі, перебуваючи у Фергейвені, приблизно в 15 миль (24 км) від Фолл-Рівер, кримінальний письменник Френк Спірінг припустив у своїй книзі «Ліззі» 1984 року, що вона могла таємно відвідати резиденцію, щоб убити своїх батьків, перш ніж повернутися до Фергейвена вчасно, щоб отримати телеграму з повідомленням про вбивства.

## Подальше життя
Після суду сестри Борден переїхали у великий сучасний будинок у районі Гілл у Фолл-Рівері. Приблизно в цей час Ліззі почала використовувати ім'я Лізбет А. Борден. У їх новому будинку, який Лізбет назвала «Maplecroft», у них був персонал, який включав покоївок, економку та кучера. Оскільки вважалося, що Еббі померла раніше за Ендрю, її маєток спочатку дістався Ендрю, а потім, після його смерті, перейшов до його дочок як частина його маєтку. Однак родина Еббі заплатила значну суму для врегулювання претензій.
Незважаючи на виправдання, Ліззі зазнала остракізму з боку суспільства Фолл-Рівер. Її ім'я знову потрапило в поле зору громадськості, коли її звинуватили в крадіжці в магазині в Провіденсі, штат Род-Айленд, у 1897 році. У 1905 році, незабаром після сварки з приводу вечірки, яку Лізбет влаштувала для актриси Ненс О'Ніл, Емма виїхала з дому і більше ніколи не бачила своєї сестри.

## Смерть
Ліззі хворіла останній рік після видалення жовчного міхура і померла від пневмонії 1 червня 1927 року у Фолл-Рівер у віці 66 років. Деталі похорону не були опубліковані, і мало хто прийшов. Через дев'ять днів Емма померла від хронічного нефриту в будинку престарілих у Ньюмаркеті, штат Нью-Гемпшир, переїхавши туди в 1923 році як за станом здоров'я, так і для того, щоб уникнути повторної уваги після публікації іншої книги про вбивства. Сестри Борден, жодна з яких ніколи не виходила заміж, були поховані поряд на сімейній ділянці на кладовищі Оук-Гроув у Фолл-Рівері.
На момент смерті Борден мала статки понад 250 000 доларів (еквівалент $6 073 000 у 2024 році). Вона володіла будинком на розі Френч-стріт і Белмонт-стріт, кількома офісними будівлями, акціями в кількох комунальних підприємствах, двома автомобілями та великою кількістю коштовностей. Вона залишила 30 000 доларів ($729 000 у 2024 році) організації з порятунку тварин у Фолл-Рівер і 500 доларів США ($12 000 у 2024) для постійного догляду за могилою її батька. Її найближча подруга та двоюрідний брат отримали по 6000 доларів США ($146,000 у 2024) — значні суми на момент розподілу маєтку в 1927 році — а численні друзі та члени родини отримали від 1 000 доларів США ($24,000 у 2024) до 5 000 доларів США ($121 000 у 2024 році).

## В культурі
Вчений Енн Шофілд зазначає, що «історія Борден мала тенденцію набувати однієї чи іншої з двох вигаданих форм: трагічної романтики та феміністичних пошуків… Оскільки історія Ліззі Борден була створена та відтворена за допомогою віршів та вигадки, вона набула рис популярного американського міфу чи легенди, яка ефективно пов'язує сьогодення з минулим».

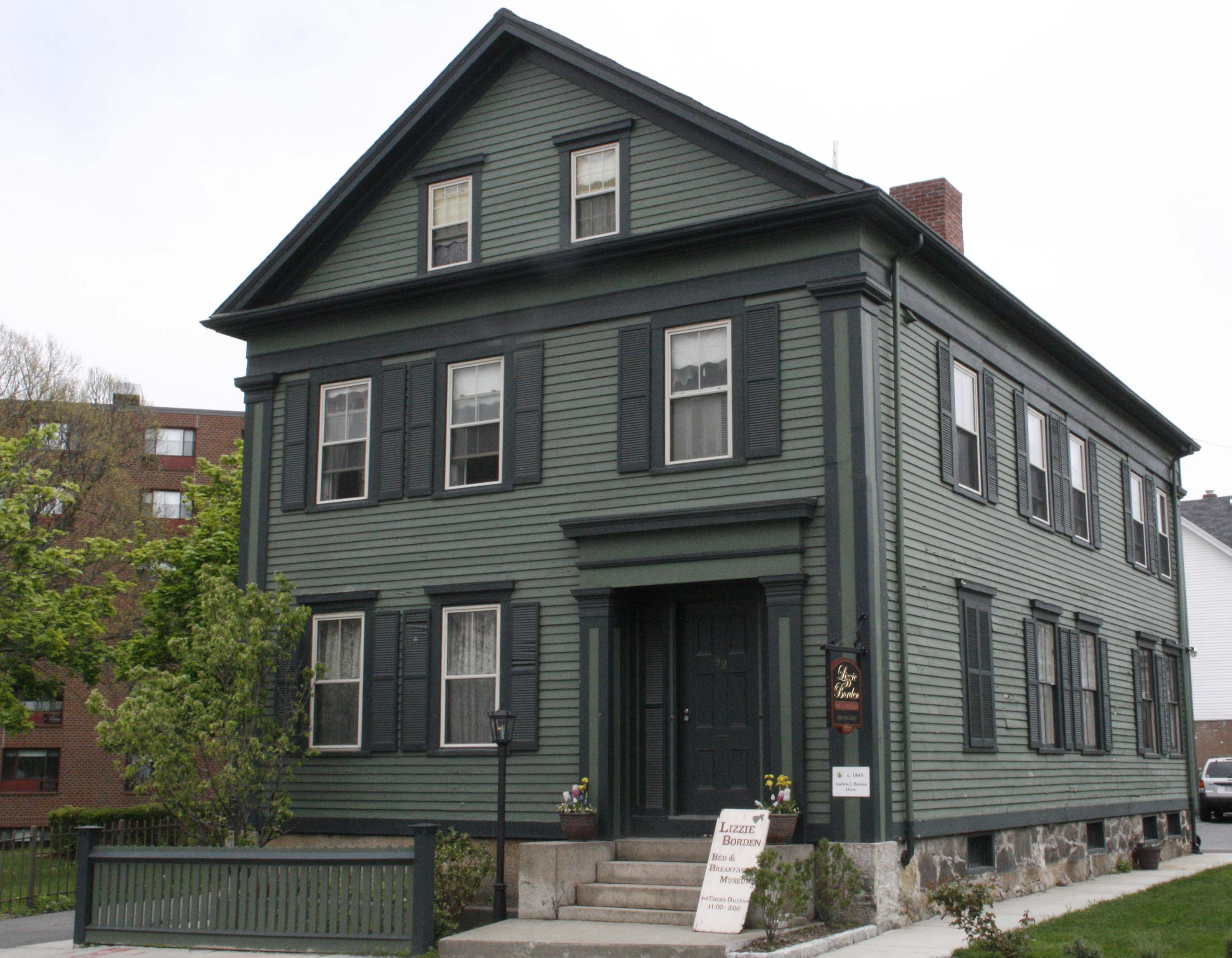
Будинок Борден, перетворений на готель. 2008 рік.

Будинок Борденів став музеєм і працює готель типу «ліжко та сніданок» у стилі 1890-х років. Частини доказів, використаних у судовому процесі, включно з лезом сокири, зберігаються в Історичному товаристві Фолл-Рівер.
Деякі випадки вбивств із сокирою стали називати її ім'ям. Зокрема 1 грудня 1900 року у Айові у своєму ліжку зарубали сокирою фермера Джон Хоссака. У його вбивстві було звинувачено його дружину Маргарет Хоссак. Вона була засуджена, але пізніше звільнена, а справі було дано новий хід. Вбивство залишилося нерозкритим. Через це Маргарет Хоссак іноді називали «Ліззі Борден з Айови».

### Народна творчість
Цей випадок був увічнений популярним віршиком зі скакалкою, який співали на мелодію популярної тоді пісні «Та-ра-ра Бум-де-ай».
Lizzie Borden took an axe

and gave her mother forty whacks.

When she saw what she had done,

she gave her father forty-one.
Фольклор свідчить, що вірш придумав анонімний письменник як мелодію для продажу газет. Інші приписують це всюдисущій, але анонімній «Матчіні гусині».
Насправді мачуха Ліззі отримала 18 або 19 ударів; а батько отримав одинадцять ударів.
Також на честь події є менш відомий другий вірш:
Andrew Borden now is dead,

Lizzie hit him on the head.

Up in heaven he will sing,

on the gallows she will swing.

### Телебачення та театр

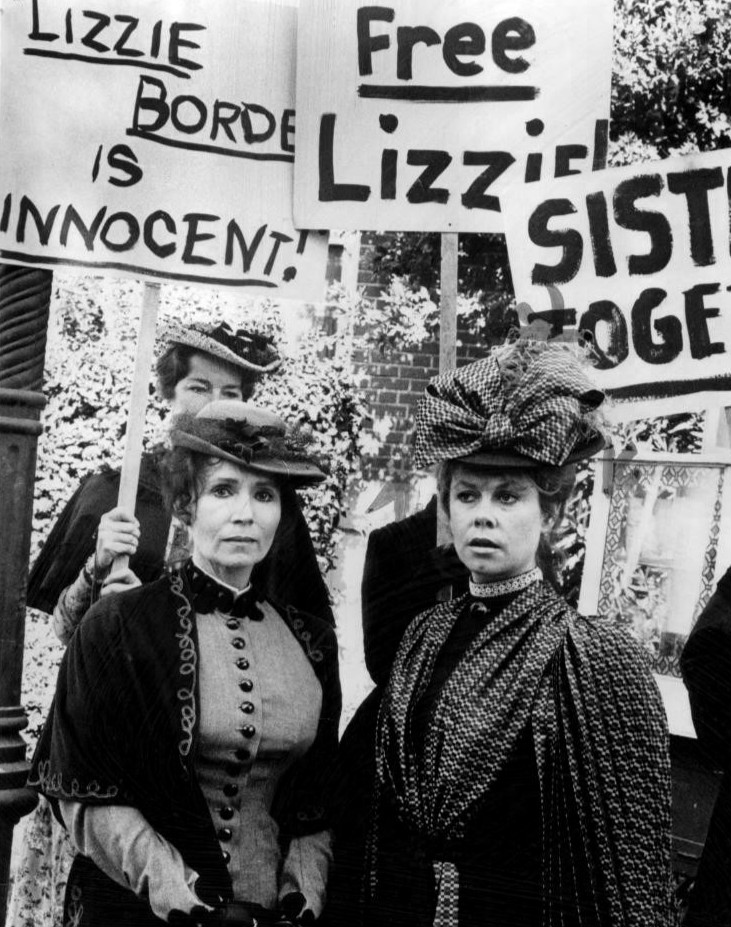
Елізабет Монтгомері (у ролі Ліззі Борден) та Кетрін Гелмонд (у ролі Емми) під час зйомок фільму, лютий 1975 року.

Ліззі Борден зображували в музиці, в кіно, в театрі та на телебаченні, часто пов'язуючи її зі вбивствами, у яких її виправдали.
Серед перших образів на сцені була п'єса Джона Колтона та Карлтона Майлза 1933 року Nine Pine Street, у якій Ліліан Гіш зіграла Еффі Голден, персонажа, заснованого на Борден. П'єса не мала успіху, і її показали лише двадцять вісім разів.У 1947 році Ліліан де ла Торре написала п'єсу на одну дію «До побачення, міс Ліззі Борден».
Інші використання образу Ліззі включають «Нові обличчя» 1952 року, бродвейський мюзикл 1952 року з номером «Ліззі Борден», який описує її злочини, балет Агнес де Мілль «Легенда Фолл-Рівер» (1948) та оперу Джека Бісона «Ліззі Борден» (1965), обидва твори засновані на Борден та вбивствах її батька та мачухи. Інші п'єси, засновані на Борден, включають «Кровні стосунки» (1980), канадську постановку Шерон Поллок, що розповідає про події, які призвели до вбивств, «Ліззі Борден», іншу музичну адаптацію, яку також було знято з номінанткою Тоні Елісон Фрейзер у головній ролі.
Епізод серіалу Омнібус від 24 березня 1957 року представив дві різні екранізації історії про Ліззі Борден: перша п'єса «Суд над Ліззі Борден» з Кетрін Бард у ролі Ліззі; друга — постановка балету «Легенда Фолл-Рівер» із Норою Кей у ролі «Обвинуваченої». У 1959 році Легенда про Ліззі Реджинальда Лоуренса отримала схвалення з Енн Мічем у головній ролі, але все ж була закрита після двох вистав.
Епізод серіалу Альфред Гічкок представляє від 21 січня 1956 року під назвою «Старша сестра» представляє вигадану історію, яка сталася через рік після вбивств, де Ліззі та Емма розмовляють, розкриваючи, хто був убивцею..
Фольк-гурт The Chad Mitchell Trio записав комедійну пісню Lizzie Borden авторства Майкла Брауна для свого концертного альбому 1961 року Mighty Day on Campus. Випущений як сингл, він досяг 44 місця в Billboard Hot 100 в 1962 році.
ABC замовила Легенду про Ліззі Борден (1975), телефільм з Елізабет Монтгомері в ролі Ліззі Борден, Кетрін Гелмонд в ролі Емми Борден і Фіоннули Фланаган в ролі Бріджит Салліван; Пізніше після смерті Монтгомері з'ясувалося, що вони з Борден були шестиюрідними сестрами, і обидві були нащадками Джон Лютер, що жив у 17 столітті у Массачусетсі. Ронда Макелюр, генеалог, яка задокументувала зв'язок Монтгомері і Борден, сказала: «Мені цікаво, що б почувала Елізабет, якби знала, що грає свою кузину».
2009 року було випущено Ліззі: мюзикл по книзі Тіма Менера. Мюзикл бере свій початок у циклі пісень 1990 року та зосереджується на таємному романі між Борден та її сусідкою Еліс, а також насильстві над нею вдома.
У 7-му епізоді 2 сезону серіалу «П'ятниця, 13-те», воскова лялька Ліззі Борден, убивці з сокирою, внаслідок дії одного з проклятих предметів — хустки Людовика XIV, оживає та починає вбивати, щоб підтримувати життя в іншій восковій ляльці.
У 12-му епізоді 2 сезону серіалу Сховище 13 пудрениця Ліззі Борден є артефактом, який вселяє бажання вбити людину, яку любиш, подивившись у неї.
У 2006 році вийшов фільм режисера Форда Остіна «Прокляття Ліззі Борден».
У 26-му епізоді 2 сезону серіалу «Практика» захист обвинуваченої у вбивстві чоловіка сокирою побудований на свідченнях психіатра про те, що підсудна вважала себе реінкарнацією Ліззі Борден.
Ліззі Борден фігурує в 5 серії 5 сезону мультсеріалу Сімпсони (Treehouse of Horror IV), в новелі «Диявол і Гомер Сімпсон».
У другому сезоні серіалу Американська історія жаху, що вийшов у 2012 році, історія персонажа Ліззі Брошере заснована на подіях з життя Ліззі Борден.
У 5 серії 3 сезону серіалу Розслідування Мердока згадується Ліззі Борден у зв'язку зі схожим сюжетом.
Телеканал Lifetime показав художній фільм Ліззі Борден узяла сокиру (2014) із Крістіною Річчі в ролі Борден, за яким послідували «Хроніки Ліззі Борден» (2015) — міні-серіал і продовження телевізійного фільму, який представив вигадану розповідь про життя Борден після суду.
У художньому фільмі Ліззі (2018) з Хлоєю Севіньї в ролі Борден та Крістен Стюарт у ролі Бріджит Салліван розповідається про лесбійську зустріч між ними, яка призводить до вбивств.
Події вбивств і судового процесу з акторськими образами причетних до них людей відтворені в ряді документальних програм. У 1936 році радіопрограма «Нерозгадані таємниці» транслювала 15 хвилинну передачу під назвою «Справа Ліззі Борден», яка представляла можливий сценарій, за яким вбивства були скоєні під час невдалої спроби пограбування волоцюгою, який потім утік. Телевізійні відтворення включали епізоди у передачах Biography, Second Verdict, History's Mysteries, Case Reopened (1999) і Mysteries Decoded (2019). Справа Ліззі Борден була частково інсценована в епізоді серії подкастів BBC Radio 2022 року «Леді Вбивці» Люсі Ворслі.
У 1904 році, перебуваючи в Бостоні, Борден познайомилася з актрисою Ненс О'Ніл. Жінки протягом двох років були дуже близькими подругами, що породило безліч чуток про їхні любовні стосунки. У 1980 році драматург Вільям Норфолк написав п'єсу «Світло тепле і кольорове», в якій Борден, О'Ніл та інші актори, використовуючи прийом «п'єса в п'єсі», відтворюють деталі гучного вбивства, за яке Борден ледь не стратили. У 2001 році вийшов мюзикл Ліззі Борден: Музична трагедія у двох сокирах, тут роль О'Ніл виконала маловідома актриса С'юллен Венс. У 2010 році драматург Девід Фолі написав п'єсу Ненс О'Ніл, в якій описуються романтичні стосунки цих двох жінок.

### В літературі
- У романі Агати Крісті Забуте вбивство головна героїня міс Марпл каже, що вбивство «не було доведено у справі Мадлен Сміт, і Ліззі було виправдано — багато людей вважають, що обидві ці жінки були винними». У інших романах Крісті, таких як Таємниця Індіанського острова, Після похорону і Випробування невинуватістю також згадують цю справу.
- Оповідання Анджели Картер «Вбивства сокирою у Фолл-Рівер» було опубліковано в її збірці «Чорна Венера» (1985)[132]. «Тигр Ліззі», також написаний Картер, зображує Борден чотирирічною дитиною, яка має незвичайну зустріч у цирку. Повість була опублікована посмертно в 1993 році в її збірці «Американські привиди і чудеса старого світу»[133].
- У романі Волтера Саттертвейта 1989 року Міс Ліззі дія розгортається через тридцять років після вбивств і розповідає про неймовірну дружбу між Борден і дитиною, а також про підозри, які виникають у результаті вбивства[134].
- Роман Шері Пріст 2014 року Maplecroft: The Borden Dispatches став першим із серії романів, де Пріст додає елементи лавкрафтівського жаху до історії Ліззі Борден[135].
- Роман австралійської письменниці Сари Шмідт 2017 року Дивіться, що я зробила розповідає історію вбивств і їхніх наслідків з точки зору Ліззі та Емми Борден, Бріджит Салліван і уявної незнайомки[136][137]. Він отримав літературну премію MUD за дебютний роман[138].
- У романі Еріки Мейлман Служниця вбивці 2017 року подія розповідається з точки зору Бріджит Салліван у 1892 році та молодої жінки, пов'язаної з цією справою в наш час. Він отримав золоту медаль за історичну прозу на Independent Publisher Book Awards[139].